# Edith Elmay
Edith Elmay, née le 24 juillet 1936 à Vienne et morte en avril 2021, est une actrice autrichienne.

## Biographie
Edith Elmay commence sa carrière d'actrice dans les années 1950 avec des rôles de figuration. Elle met fin à sa carrière au début des années 1960.

## Filmographie
- 1957 : Unter Achtzehn
- 1957 : Skandal in Ischl (de)
- 1957 : Terminus amour
- 1958 : Les Poupées du vice (de)
- 1958 : Man ist nur zweimal jung (de)
- 1958 : Les Souris grises
- 1958 : Congé de mariage (de)
- 1958 : La Rue aux filles
- 1958 : Le ciel n'est pas à vendre
- 1958 : Meine 99 Bräute (de)
- 1958 : La Maison des trois jeunes filles
- 1959 : Whisky, Wodka, Wienerin (de)
- 1959 : Die gute Sieben (TV)
- 1959 : Meine Tochter Patricia (de)
- 1959 : Des filles pour le mambo-bar
- 1959 : Je ne suis pas Casanova (de)
- 1960 : Bezaubernde Julia (TV)
- 1960 : Les Chacals meurent à l'aube
- 1960 : Le Brave Soldat Chvéïk
- 1960 : Mal drunter – mal drüber (de)
- 1960 : Sooo nicht, meine Herren! (de)
- 1961 : Familienpapiere (TV)
- 1961 : Immer Ärger mit dem Bett (de)
- 1961 : Mariandl
- 1961 : Regresa un desconocido